# 美国邮政检查局
美国邮政检查局（英語：United States Postal Inspection Service），其執法人員稱為郵務稽查員（Postal Inspectors），是一個美國聯邦執法單位，隸屬於美國郵政署。其職責在依照法律來防護美國郵政系統不受非法侵害與防範具危險性的使用，保護與支持美國郵務系統，雇員以及其相關設施不受侵害。其法律管轄範圍擴及负责调查任何针对或依托于美国邮政系统，郵政雇員與設施的犯罪行为，包括郵件詐騙，偷竊或搶劫郵件，寄送非法物品或郵包炸藥，攻擊郵局及傷害郵差等。成立於1775年，是美國歷史最悠久的联邦执法机构。
2021年，美国邮政检查局逮捕了 5,141 人，共有3,700 多人被定罪，這些人涉嫌盗窃邮件以及在邮件中塞入违禁麻醉品。  截至2021年，大约有1,300名美国邮政检查局检查员可以携带武器逮捕他人。 2022年，美国邮政检查局共繳獲17,000磅非法药物。

## 歷史
郵政稽查員的出現歷史早於美國成立，最早出現於1772年，由13州殖民地郵政署副署長班傑明·富蘭克林設立，當時稱為郵件鑑定員（surveyor）。當大陸會議於1775年通過任命班傑明·富蘭克林擔任美國郵政署長時，他任命威廉·戈達德擔任郵件鑑定員，負責建立美國郵務系統，為美國郵政稽查員的開端。
1802年，依照美國聯邦法律，郵政鑑定員的頭銜改為郵政特別探員（Special Agent）。1830年，郵政特別探員被整合成為郵件破壞暨檢查署（Office of Instructions and Mail Depredations）。
美國國會於1880年將郵政特別探員改名為郵政局檢查員（Post Office Inspector）。1954年，再度改名為郵務稽查員（Postal Inspector）。

## 外部鏈接
- 官方网站